# Wolf's Lair Abyss
Wolf's Lair Abyss EP je norveškog black metal-sastava Mayhem. Diskografska kuća Misanthropy Records objavila ga je 3. studenoga 1997.
Prema službenim internetskim stranicama sastava to je prvi dio albuma Grand Declaration of War. Glavni rif na posljednjoj pjesmi "Symbols of Bloodswords" pojavio se na kasnijim pjesmama "A Grand Declaration of War" i "View from Nihil (Part II)".
EP je prvo izdanje sastava na kojem se nije pojavio gitarist Euronymous, koji je ubijen 1993. Materijal nove postave prikazan u pjesmama s gledišta tehnike znatno je složeniji od onog ranijih postava sastava; svaka pjesma osim uvoda sadrži najmanje dva odvojena dijela i brz tempo te u gotovo svakoj od njih prevladava bubnjarska tehnika poznata kao blast beatovi.

## Popis pjesama
Tekstovi i glazba: Mayhem. 
| 1.    | »The Vortex Void of Inhumanity« | 2:20 |
| 2.    | »I Am Thy Labirynth«            | 5:26 |
| 3.    | »Fall of Seraphs«               | 6:02 |
| 4.    | »Ancient Skin«                  | 5:28 |
| 5.    | »Symbols of Bloodswords«        | 5:24 |
| 24:40 |                                 |      |

## Zasluge
Mayhem
- Maniac – vokal
- Blasphemer – gitara
- Necrobutcher – bas-gitara
- Hellhammer – bubnjevi

Ostalo osoblje
- Garm – produkcija, miks, mastering
- Stephen O'Malley – dizajn
- Knut Magne Valle – miks
- Tiziana Stupia – fotografije
- Kerri – tipografija